# Marat Achmetschanow

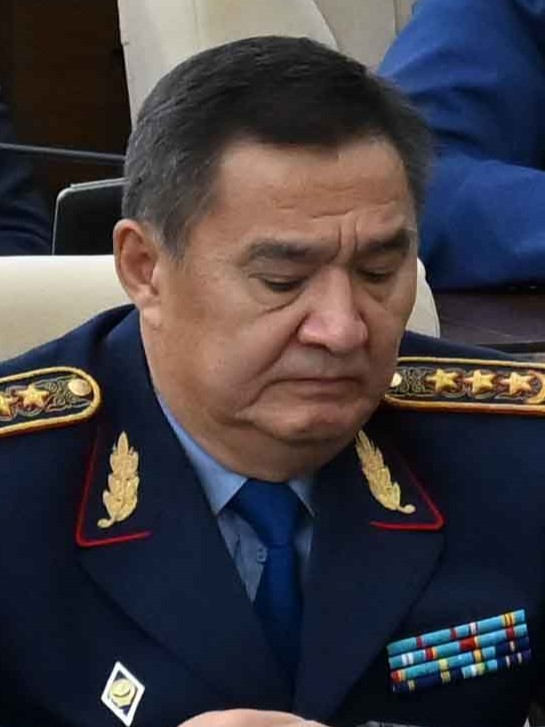
Marat Achmetschanow (2023)

Marat Muratuly Achmetschanow (kasachisch Марат Мұратұлы Ахметжанов Marat Mūratūly Ahmetjanov, russisch Марат Муратович Ахметжанов Marat Muratowitsch Achmetschanow; * 22. Dezember 1964 in Aktschatau, Kasachische SSR) ist ein kasachischer Politiker.

## Leben
Achmetschanow wurde 1964 in Aktschatau im heutigen Audan Schet im Gebiet Qaraghandy geboren. Er absolvierte ein Studium der Rechtswissenschaften an der Staatlichen Universität Qaraghandy, das er 1991 abschloss.
Seine berufliche Laufbahn begann er als Praktikant bei der Staatsanwaltschaft der Stadt Temirtau, wo er später dann als Ermittler arbeitete. Zwischen 1993 und 1996 war Achmetschanow Ermittler der Antikorruptionsabteilung der kasachischen Generalstaatsanwaltschaft und anschließend Abteilungsleiter beim Staatlichen Ermittlungsausschuss. Von 1997 bis 1998 war er Leiter der Ermittlungsabteilung der Militärermittlungsabteilung des kasachischen Innenministeriums und danach bis 2001 stellvertretender Direktor der Ermittlungsabteilung und stellvertretender Vorsitzender des Ausschusses zur Vollstreckung von Gerichtsentscheidungen des kasachischen Justizministeriums. 2001 wechselte er erneut zur Generalstaatsanwaltschaft, wo er Abteilungsleiter wurde. Von 2003 bis April 2006 bekleidete er das Amt des Staatsanwaltes des Gebietes Pawlodar und von April 2006 bis September 2009 war er Staatsanwalt des Gebietes Südkasachstan. Im Anschluss kehrte er erneut zur Generalstaatsanwaltschaft zurück, wo er Vorsitzender des Ausschusses für Rechtsstatistik und Sonderbuchhaltung wurde.
Im Februar 2012 wurde er zum stellvertretenden Vorsitzenden der Agentur zur Bekämpfung von Wirtschafts- und Korruptionskriminalität ernannt. Am 2. Juni 2016 wurde er zum stellvertretenden Generalstaatsanwalt ernannt. Am 16. April 2021 wurde er von diesem Amt entlassen, da er stattdessen zum Vorsitzenden der Antikorruptionsagentur ernannt wurde.
Nachdem der bisherige Innenminister Jerlan Turghymbajew infolge der schweren Unruhen im Januar 2022 entlassen worden war, wurde Achmetschanow am 25. Februar 2022 von Präsident Qassym-Schomart Toqajew zum neuen Innenminister Kasachstans ernannt.
Seit dem 5. September 2023 ist er Äkim (Gouverneur) des Gebietes Aqmola.